# Phostria radicalis
Phostria radicalis là một loài bướm đêm trong họ Crambidae.